# Сноубординг на зимових Олімпійських іграх 2022
Змагання зі сноубордингу на зимових Олімпійських іграх 2022 року у Пекіні тривали з 5 до 15 лютого 2022 року. У рамках змагань розіграно 11 комплектів нагород (5 чоловіки, 5 жінки та 1 у змішаній дисципліні).
У липні 2018 року Міжнародний олімпійський комітет (МОК) офіційно додав до олімпійської програми сноубордингу змагання змішаних команд сноубордкросу.
Загалом на програму сноубордингу виділено 238 квотних місць, що на 20 менше, ніж на зимових Олімпійських іграх 2018.
Місця проведення змагань: Трамплін «Біг-ейр Шоген» у Пекіні та Сніговий парк Геньтін у Чжанцзякоу.

## Кваліфікація
Максимальна квота в програмі сноубордингу на Олімпійських іграх - 238 спортсменів (119 чоловіків та 119 жінок). Національний олімпійський комітет має право виставити щонайбільше 26 спортсменів (максимум 14 чоловіків або 14 жінок). НОКові Китаю як країні-господарці зарезервовано вісім квот (по одній на кожне змагання), якщо спортсмени Китаю не кваліфікуються на відповідне змагання. Щоб кваліфікуватися в якусь дисципліну, спортсмен має набрати мінімальну кількість балів FIS, а також потрапити до топ-30 на етапі Кубка світу упродовж кваліфікаційного періоду (з 1 липня 2019 року до 16 січня 2022 року), або взяти участь у чемпіонаті світу зі сноубордингу 2021 року.
Загалом 16 НОК претендуватимуть на змішаний командний сноубордкрос.
Кожній дисципліні виділено певну квоту та вимоги відбору.
| Дисципліна                     | Чоловіки | Жінки | Мінімум балів FIS |
| ------------------------------ | -------- | ----- | ----------------- |
| Біг-ейр/Слоупстайл             | 30       | 30    | 50,00             |
| Хафпайп                        | 25       | 25    | 50,00             |
| Паралельний гігантський слалом | 32       | 32    | 100,00            |
| Сноубордкрос                   | 32       | 32    | 100,00            |
| Квота 238                      | 119      | 119   |                   |

- Біг-ейр та слоупстайл мають комбіновану квоту в змаганнях.

## Розклад змагань
Час місцевий (UTC+8)
Жирним шрифтом виділено фінали змагань.
| Дата      | Час   | Змагання                                  |
| --------- | ----- | ----------------------------------------- |
| 5 Лютого  | 10:45 | Слоупстайл (жінки)                        |
| 6 Лютого  | 09:30 | Слоупстайл (жінки)                        |
| 6 Лютого  | 12:30 | Слоупстайл (чоловіки)                     |
| 7 лютого  | 12:00 | Слоупстайл (чоловіки)                     |
| 8 Лютого  | 10:40 | Паралельний гігантський слалом (жінки)    |
| 8 Лютого  | 11:00 | Паралельний гігантський слалом (чоловіки) |
| 9 Лютого  | 09:30 | Хафпайп (жінки)                           |
| 9 Лютого  | 12:30 | Хафпайп (чоловіки)                        |
| 9 Лютого  | 14:30 | Сноубордкрос (жінки)                      |
| 10 лютого | 09:30 | Хафпайп (жінки)                           |
| 10 лютого | 11:15 | Сноубордкрос (чоловіки)                   |
| 11 лютого | 09:30 | Хафпайп (чоловіки)                        |
| 12 лютого | 10:00 | Змішаний командний сноубордкрос           |
| 14 лютого | 09:30 | Біг-ейр (жінки)                           |
| 14 лютого | 13:30 | Біг-ейр (чоловіки)                        |
| 15 лютого | 09:30 | Біг-ейр (жінки)                           |
| 15 лютого | 13:00 | Біг-ейр (чоловіки)                        |

## Чемпіони та призери

### Таблиця медалей
| Місце                | Країна                     | Золото | Срібло | Бронза | Загалом |
| -------------------- | -------------------------- | ------ | ------ | ------ | ------- |
| 1                    | Австрія                    | 3      | 1      | 0      | 4       |
| 1                    | США                        | 3      | 1      | 0      | 4       |
| 3                    | Канада                     | 1      | 1      | 4      | 6       |
| 4                    | Китай*                     | 1      | 1      | 0      | 2       |
| 4                    | Нова Зеландія              | 1      | 1      | 0      | 2       |
| 6                    | Японія                     | 1      | 0      | 2      | 3       |
| 7                    | Чехія                      | 1      | 0      | 0      | 1       |
| 8                    | Італія                     | 0      | 1      | 1      | 2       |
| 8                    | Австралія                  | 0      | 1      | 1      | 2       |
| 8                    | Словенія                   | 0      | 1      | 1      | 2       |
| 11                   | Іспанія                    | 0      | 1      | 0      | 1       |
| 11                   | Норвегія                   | 0      | 1      | 0      | 1       |
| 11                   | Франція                    | 0      | 1      | 0      | 1       |
| 14                   | Олімпійський комітет Росії | 0      | 0      | 1      | 1       |
| 14                   | Швейцарія                  | 0      | 0      | 1      | 1       |
| Загалом (15 збірних) | Загалом (15 збірних)       | 11     | 11     | 11     | 33      |

### Чоловіки
| Дисципліна                     | Золото                        | Золото                        | Срібло                   | Срібло                 | Бронза                                 | Бронза                                 |
| ------------------------------ | ----------------------------- | ----------------------------- | ------------------------ | ---------------------- | -------------------------------------- | -------------------------------------- |
| Біг-ейр                        | Су Їмін · Китай               | 182.50                        | Монс Рейсланд · Норвегія | 171.75                 | Максанс Парро · Канада                 | 170.25                                 |
| Хафпайп                        | Аюму Хірано · Японія          | 96.00                         | Скотт Джеймс · Австралія | 92.50                  | Ян Шеррер · Швейцарія                  | 87.25                                  |
| Слоупстайл                     | Максанс Парро · Канада        | 90.96                         | Су Їмін · Китай          | 88.70                  | Марк Мак-Морріс · Канада               | 88.53                                  |
| Паралельний гігантський слалом | Беньямін Карл · Австрія       | Беньямін Карл · Австрія       | Тім Мастнак · Словенія   | Тім Мастнак · Словенія | Вік Вайлд · Олімпійський комітет Росії | Вік Вайлд · Олімпійський комітет Росії |
| Сноубордкрос                   | Алессандро Геммерле · Австрія | Алессандро Геммерле · Австрія | Еліот Ґронден · Канада   | Еліот Ґронден · Канада | Омар Візінтін · Італія                 | Омар Візінтін · Італія                 |

### Жінки
| Дисципліна                     | Золото                               | Золото                   | Срібло                               | Срібло                    | Бронза                   | Бронза                   |
| ------------------------------ | ------------------------------------ | ------------------------ | ------------------------------------ | ------------------------- | ------------------------ | ------------------------ |
| Біг-ейр                        | Анна Гассер · Австрія                | 185.50                   | Зої Садовскі-Синнотт · Нова Зеландія | 177.00                    | Кокомо Мурасе · Японія   | 171.50                   |
| Хафпайп                        | Клое Кім · США                       | 94.00                    | Керальт Кастельєт · Іспанія          | 90.25                     | Сена Томіта · Японія     | 88.25                    |
| Слоупстайл                     | Зої Садовскі-Синнотт · Нова Зеландія | 92.88                    | Джулія Маріно · США                  | 87.68                     | Тесс Коуді · Австралія   | 84.15                    |
| Паралельний гігантський слалом | Естер Ледецька · Чехія               | Естер Ледецька · Чехія   | Даніела Ульбінґ · Австрія            | Даніела Ульбінґ · Австрія | Глорія Котник · Словенія | Глорія Котник · Словенія |
| Сноубордкрос                   | Ліндсі Джекобелліс · США             | Ліндсі Джекобелліс · США | Клое Треспеш · Франція               | Клое Треспеш · Франція    | Мер'єта О'Дайн · Канада  | Мер'єта О'Дайн · Канада  |

### Змішані змагання
| Дисципліна             | Золото                                     | Срібло                                 | Бронза                                  |
| ---------------------- | ------------------------------------------ | -------------------------------------- | --------------------------------------- |
| Командний сноубордкрос | США · Нік Баумґартнер · Ліндсі Джекобелліс | Італія · Омар Візінтін · Мікела Мойолі | Канада · Еліот Ґронден · Мер'єта О'Дайн |